# Paus Sixtus I
Sixtus I (eigenlijk Xystus; Rome, geboortedatum onbekend - aldaar, ca. 125) was de zevende paus van de Katholieke Kerk. Hij regeerde van 115 tot 125 ten tijde van keizer Trajanus en later keizer Hadrianus. Paus Sixtus I werd heilig verklaard en hij wordt als martelaar vereerd. Zijn feestdag is  3 en op sommige kalenders 6 april.